# شينسوكي ياماناكا
شينسوكي ياماناكا (باليابانية: 山中慎介) مواليد 11 أكتوبر 1982 في شيغا، اليابان، هو ملاكم محترف ياباني يصنف ضمن فئة وزن الديك. حقق بطولة المجلس العالمي للملاكمة.

## المسيرة الاحترافية
من نزالاته:
- انتصر على توماس روخاس بالضربة القاضية (03-11-2012).
- انتصر على فيك دارتشينيان (06-04-2012).

## إحصائيات
خاض خلال مسيرته 28 نزالا، فاز في 26 وتعادل في 2 ولم يخسر. فاز بالضربة القاضية في 18 نزالا.

## روابط خارجية
- شينسوكي ياماناكا على موقع بوكس ريك (الإنجليزية) (registration required)